# Беспалов, Георгий Иванович
{{Военный деятель
|изображение = Георгий Иванович Беспалов.jpg
|ширина = 200px
|принадлежность =  СССР
|годы службы = 1941—1946
|звание =  

|род войск = артиллерия
|должность = заместитель командира дивизиона по политической части
|часть = 272-й гвардейский миномётный полк, (6-го гвардейского танкового корпуса)
|сражения = Великая Отечественная война
|награды = {{|}}
{{|||||}}
|связи =
|в отставке =
}}
Георгий Иванович Беспалов (23 апреля 1906, Рубежный, область Войска Донского — 9 июня 1982, Волгоград) — Гвардии майор Рабоче-крестьянской Красной Армии, участник Великой Отечественной войны, Герой Советского Союза (1944).

## Биография
Георгий Беспалов родился 23 апреля 1906 года на хуторе Рубежный (ныне в составе хутора Ловягин Даниловского района Волгоградской области) в крестьянской семье. Получил среднее образование, работал на Даниловской машинно-тракторной станции. В 1932 году вступил в ВКП(б).
В июне 1941 года был призван на службу в Рабоче-крестьянскую Красную Армию. К ноябрю 1943 года гвардии капитан Георгий Беспалов был заместителем командира дивизиона по политчасти 272-го гвардейского миномётного полка 6-го гвардейского танкового корпуса 3-й гвардейской танковой армии 1-го Украинского фронта. Отличился во время освобождения Киева.
6 ноября 1943 года дивизион под командованием Георгия Беспалова был атакован силами противника, завязался бой, неоднократно переходивший в рукопашную схватку. Своими действиями сумел выиграть время для развёртывания реактивных миномётов и подготовки их ведению огня. Когда немецкие войска подтянули к позициям дивизиона свои основные силы, миномёты произвели по ним мощный удар, нанеся большие потери. Во время боя получил ранение, но поля боя не покинул.
Указом Президиума Верховного Совета СССР «О присвоении звания Героя Советского Союза офицерскому и сержантскому составу артиллерии Красной Армии» от 9 февраля 1944 года за «образцовое выполнение боевых заданий командования на фронте борьбы с немецкими захватчиками и проявленные при этом отвагу и геройство» был удостоен высокого звания Героя Советского Союза с вручением ордена Ленина и медали «Золотая Звезда».
В 1946 году окончил Высшие всеармейские военно-политические курсы. В этом же году в звании майора был уволен в запас.
Проживал в Волгограде, умер 9 июня 1982 года.

## Награды
Был также награждён орденами Отечественной войны 1-й и 2-й степеней, двумя орденами Красной Звезды, а также рядом медалей.